# Lubina (Slowakei)
Lubina (slowakisch bis 1927 „Ľubina“; ungarisch Lobonya – bis 1907 Lubina) ist eine Gemeinde in der Westslowakei. Sie liegt in einem Kessel zwischen den Weißen und den Kleinen Karpaten am Kamečnica-Bach, ungefähr neun Kilometer westlich von Nové Mesto nad Váhom.
Der Ort wurde 1397 erstmals schriftlich erwähnt. Im Ort gibt es eine barocke-klassizistische evangelische Kirche aus dem Jahr 1784.
Die Gemeinde besteht aus den Gemeindeteilen Hrnčiarové, Lubina und Miškech Dedinka.

## Bevölkerung
| Jahr                | 1994 | 2004    | 2014    | 2024    |
| ------------------- | ---- | ------- | ------- | ------- |
| Anzahl der Personen | 1561 | 1465    | 1385    | 1505    |
| Unterschied         |      | −6,14 % | −5,46 % | +8,66 % |

| Jahr                | 2023 | 2024    |
| ------------------- | ---- | ------- |
| Anzahl der Personen | 1478 | 1505    |
| Unterschied         |      | +1,82 % |